# 安居镇 (三台县)
安居镇，是中华人民共和国四川省绵阳市三台县曾经下辖的一个镇。2019年12月，撤销安居镇，将其所属行政区域划归郪江镇管辖。

## 行政区划
安居镇撤销前下辖以下地区：
社区、天井坝村、梨子园村、大佛寺村、明月村、东岳村、庙进村、程家村和云台村。

## 全国重点文物保护单位
雲台觀：位於四川省三臺縣安居鎮雲台山，文物遺址年代判定為明、清。